# Scott Foley
Scott Kellerman Foley  (sinh ngày 15 tháng 7 năm 1972) là một nam diễn viên, đạo diễn người Mỹ.

## Danh sách phim

### Điện ảnh
| Năm  | Tên                    | Vai           | Ghi chú |
| ---- | ---------------------- | ------------- | ------- |
| 2000 | Scream 3               | Roman Bridger |         |
| 2000 | Self Storage           | Zack Griffey  |         |
| 2001 | Stealing Time          | Casey Shepard |         |
| 2002 | Below                  | Steven Coors  |         |
| 2014 | Let's Kill Ward's Wife | Tom Bradford  |         |
| 2014 | Mr Maple Leaf          | Max Wexler    |         |
| 2017 | Naked                  | Cody Favors   |         |

### Truyền hình
| Năm       | Tên                                  | Vai               | Ghi chú |
| --------- | ------------------------------------ | ----------------- | ------- |
| 1995      | Sweet Valley High                    | Zack              |         |
| 1997      | Crowned and Dangerous                | Matt              |         |
| 1997      | Step by Step                         | Jeremy Beck       |         |
| 1998      | Dawson's Creek                       | Cliff Elliot      |         |
| 1998      | Someone to Love Me                   | Ian Hall          |         |
| 1998      | Forever Love                         | David             |         |
| 1998–2002 | Felicity                             | Noel Crane        |         |
| 1999      | Zoe, Duncan, Jack and Jane           | Montana Kennedy   |         |
| 2002      | Girls Club                           | Wayne Henry       |         |
| 2002–2009 | Scrubs                               | Sean Kelly        |         |
| 2003      | A.U.S.A.                             | Adam Sullivan     |         |
| 2004      | Jack & Bobby                         | Lars Christopher  |         |
| 2005      | House                                | Hank Wiggen       |         |
| 2006      | Firestorm: Last Stand at Yellowstone | Clay Harding      |         |
| 2006–2009 | The Unit                             | Bob Brown         |         |
| 2009      | The Last Templar                     | Sean Daley        |         |
| 2009      | Law & Order: Special Victims Unit    | Dalton Rindell    |         |
| 2009–2010 | Cougar Town                          | Jeff              |         |
| 2010      | True Blue                            | Peter Callahan    |         |
| 2010      | Open Books                           | Dylan             |         |
| 2010–2012 | Grey's Anatomy                       | Henry Burton      |         |
| 2011      | The Doctor                           | David             |         |
| 2011–2012 | True Blood                           | Patrick Devins    |         |
| 2013      | The Goodwin Games                    | Henry Goodwin     |         |
| 2013–2018 | Scandal                              | Jake Ballard      |         |
| 2015–2016 | Undateable                           | TV's Scott Foley  |         |
| 2016      | Goldie & Bear                        | Prince Charming   |         |
| 2017      | Insecure                             | Master Turnfellow |         |
| 2017      | Final Vision                         | Jeffrey MacDonald |         |